# 梵净山管鼻蝠
梵净山管鼻蝠（学名：Murina fanjingshanensis），其种加词“fanjingshanensis”意为“贵州梵净山的”。是一种分布于中华人民共和国贵州省、湖南省等地区的蝙蝠，隶属于蝙蝠科管鼻蝠属。模式产地为贵州梵净山自然保护区东部松桃苗族自治县乌罗镇罗家湾村一处废弃金矿。

## 形态特征
梵净山管鼻蝠前臂长40.16～41.44毫米，颅全长18.39～19.05毫米。背毛棕黄色，腹毛污白，翼膜黑褐色。